# Palm Valley (Florida)
Palm Valley és una concentració de població designada pel cens dels Estats Units a l'estat de Florida. Segons el cens del 2000 tenia 19.860 habitants.

## Demografia
Segons el cens del 2000, Palm Valley tenia 19.860 habitants, 8.188 habitatges, i 5.584 famílies. La densitat de població era de 571,8 habitants/km².
Dels 8.188 habitatges en un 33,2% hi vivien nens de menys de 18 anys, en un 59,2% hi vivien parelles casades, en un 7,1% dones solteres, i en un 31,8% no eren unitats familiars. En el 24,7% dels habitatges hi vivien persones soles el 6,6% de les quals corresponia a persones de 65 anys o més que vivien soles. El nombre mitjà de persones vivint en cada habitatge era de 2,42 i el nombre mitjà de persones que vivien en cada família era de 2,93.
Per edats la població es repartia de la següent manera: un 25% tenia menys de 18 anys, un 5,5% entre 18 i 24, un 30,6% entre 25 i 44, un 26,8% de 45 a 60 i un 12,1% 65 anys o més.
L'edat mediana era de 39 anys. Per cada 100 dones de 18 o més anys hi havia 90,6 homes.
La renda mediana per habitatge era de 68.200 $ i la renda mediana per família de 87.847 $. Els homes tenien una renda mediana de 58.152 $ mentre que les dones 34.738 $. La renda per capita de la població era de 42.747 $. Entorn del 2,4% de les famílies i el 3,5% de la població estaven per davall del llindar de pobresa.

## Poblacions més properes
El següent diagrama mostra les poblacions més properes.